# Тухліно
Тухліно (пол. Tuchlino) — село в Польщі, у гміні Сераковиці Картузького повіту Поморського воєводства.
Населення — 1133 особи (2011).
У 1975-1998 роках село належало до Гданського воєводства.

## Демографія
Демографічна структура станом на 31 березня 2011 року:
|          | Загалом | Допрацездатний вік | Працездатний вік | Постпрацездатний вік |
| -------- | ------- | ------------------ | ---------------- | -------------------- |
| Чоловіки | 575     | 178                | 360              | 37                   |
| Жінки    | 558     | 178                | 310              | 70                   |
| Разом    | 1133    | 356                | 670              | 107                  |